# Clandestino (Shakira e Maluma)
Clandestino è un singolo dei cantanti colombiani Shakira e Maluma, pubblicato l'8 giugno 2018.

## Descrizione
Si tratta della terza collaborazione tra i due artisti dopo Chantaje e Trap. Shakira e Maluma hanno lavorato alla canzone nell'aprile 2018 a Barcellona, mentre Maluma era lì per un servizio fotografico di Billboard con Shakira.

## Tracce
1. Clandestino – 3:51

## Classifiche
| Classifica (2018) | Posizione massima |
| ----------------- | ----------------- |
| Italia            | 76                |